# Râul Frumușița, Chineja
Râul Frumușița este un curs de apă, afluent al râului Chineja. 